# Bertula tespilalis
Bertula tespilalis là một loài bướm đêm trong họ Erebidae.